# Megachile chrysopygopsis
Megachile chrysopygopsis är en biart som beskrevs av Cockerell 1929. Megachile chrysopygopsis ingår i släktet tapetserarbin, och familjen buksamlarbin. Inga underarter finns listade i Catalogue of Life.